# Spike Robinson

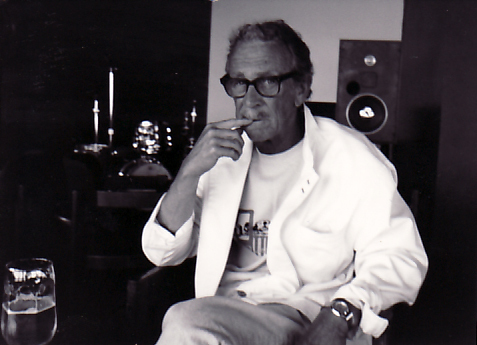
Spike Robinson (Foto: Fraser MacPherson)

Spike Robinson (eigentlich Henry Berthold Robinson, * 16. Januar 1930 in Kenosha, Wisconsin; † 29. Oktober 2001 in Writtle, England) war ein US-amerikanischer Elektroingenieur und Jazzmusiker (Tenorsaxophonist).

## Leben und Wirken
Spike Robinson begann im Alter von zwölf Jahren mit dem Spiel auf dem Altsaxophon und kam 1948 zur US-Navy, wo er als Musiker eingesetzt war; 1950 war er in Großbritannien stationiert.
Er begann regelmäßig mit englischen Musiker aufzutreten und wurde Teil der dortigen Bebop-Bewegung, die in Londons Club Eleven auftrat, ferner im Downbeat Club und dem Studio 51,  wo er mit den damals führenden englischen Bop-Musikern spielte, wie Tommy Pollard, John Dankworth und Victor Feldman. Im Juli 1951 nahm er unter eigenem Namen sechs Titel für Carlo Krahmers Esquire-Label auf, kehrte dann aber in die Vereinigten Staaten zurück und verließ die Kriegsmarine. Anschließend begann er eine Ausbildung zum Elektroingenieur in Colorado und arbeitete danach in den nächsten 30 Jahren in diesem Beruf; er trat aber gelegentlich als Tenorsaxophonist in lokalen Clubs auf. In dieser Zeit arbeitete er mit  Dave Grusin zusammen.
1981 nahm Robinson zum ersten Mal seit seinem Weggang aus London auf; ihn begleitete eine Band um Victor Feldman; 1984 folgte eine erste Großbritannien-Tournee. Der Erfolg weiterer Tourneen bewog ihn, weitere Alben unter eigenem Namen aufzunehmen, vor allem für die Label Discovery, Hep und Concord. Er arbeitete nun hauptberuflich mit britischen Musikern, wie dem Saxophonisten Dick Morrissey, dem Pianisten Bill Le Sage, Bassist Alec Dankworth und Schlagzeuger Bill Eyden. Ende der 1980er und zu Beginn der 1990er Jahre spielte er in Clubs und trat auf Festivals in Großbritannien auf, arbeitete mit Musikern der Mainstream-Szene wie Ken Peplowski, Jack van Poll und Jeff Clayton, tourte durch Europa und Teile der USA. 1990 trat er erstmals in New York auf.
Obwohl er vom Bebop kam, wurde Robinson vor allem als Balladen-Interpret des Great American Songbook bekannt; Digby Fairweather vergleicht ihn stilistisch mit Zoot Sims, Richard Cook mit Lester Young.

## Diskographische Hinweise

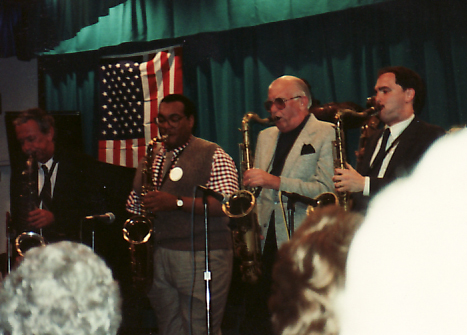
Von links nach rechts: Spike Robinson, Jeff Clayton, Fraser MacPherson, Ken Peplowski. 1989

- Spike Robinson - Eddie Thompson Trio At Chesters Volumes 1 & 2 (Hep Records 1984, mit Len Skeat, Jim Hall)
- Plays Gershwin (Hep, 1987)
- Spike Robinson & George Masso Play Arlen (Hep, 1991)
- Plays Harry Warren (Hep, 1981–94)
- Live at the Bull – Tribute Vols. 1-2 (1998, mit Dick Morrissey, Spike Robinson, Bill Le Sage, Bill Eyden und Alec Dankworth)
- I Wish I Knew – Live in Dublin 1979 (Nagel-Heyer 2007, mit Jim Doherty, Dave Fleming, John Wadham)